# NGC 6673
NGC 6673 ist eine linsenförmige Galaxie vom Hubble-Typ E-S0 im Sternbild Pfau am Südsternhimmel. Sie ist schätzungsweise 48 Millionen Lichtjahre von der Milchstraße entfernt.
Das Objekt wurde am 7. August 1834 von dem britischen Astronomen John Herschel entdeckt.